# Страна хороших деточек
«Страна хороших деточек» — российский фильм, снятый режиссёром Ольгой Каптур. Фильм вышел на российские экраны 17 декабря 2013 года.

## Сюжет
В одном доме живёт девочка Саша с старшим братом с родителями, бабушкой, дедушкой, котом и собакой.
Однажды 31 декабря Саша довела своего старшeго брата вместе с родителями, бабушкой, дедушкой, котом и собакой за то, что она умудрилась испортить им новогоднию жизнь. Под новогоднюю ночь родители загадали желание, чтобы Саша осталась в старом году, а в новом году у них была хорошая девочка и им прислали девочку номер 1 из Страны хороших деточек, а Саша была туда отправлена на перевоспитание, где живут  послушные детки, строгие воспитатели и очень строгая королева. Кот (Багет) и Пёс (Балбес) поняли, что это не Саша, и они отправились в Страну хороших деточек (в конце концов выясняется, что эта страна — «Солнечный фонарь…»)

## В ролях
- Кира Флейшер — Саша
- Дарья Андреева — хорошая девочка номер 1
- Вячеслав Манучаров — псевдокоролева, полпред (вокал — Филипп Киркоров)
- Владимир Грамматиков — дедушка
- Андрей Кайков — кот Багет
- Ирина Пегова — мама
- Дмитрий Назаров — сторож границы времён
- Ивонн Каттерфельд — королева страны «Солнечный фонарь»
- Наталья Селезнёва — бабушка
- Тимофей Трибунцев — папа
- Евгений Воскресенский — часовщик
- Елисей Татарсенко — полпред в детстве

## Критика
Фильм получил смешанные отзывы кинокритиков.
Издания Фонтанка, Новая газета и Кино@mail.ru опубликовали положительные рецензии. Издания Time Out и Фильм.ру дали фильму средние оценки.
Кинокритик Евгений Баженов раскритиковал фильм и дал ему отрицательную оценку.